# ميكي كونواي
ميكي كونواي (بالإنجليزية: Micky Conway)‏ هو لاعب كرة قدم بريطاني في مركز نصف الجناح، ولد في 11 مارس 1956 في شفيلد في المملكة المتحدة. لعب مع سوانزي سيتي.